# اعتراضات ۲۰۱۳–۲۰۱۱ روسیه
اعتراضات ۲۰۱۳–۲۰۱۱ روسیه، سلسله تظاهرات گسترده در کشور روسیه است که از ۵ دسامبر ۲۰۱۱ در اعتراض به نتایج انتخابات پارلمان و ریاست‌جمهوری روسیه شروع شد و تا سال ۲۰۱۳ طول کشید. در این اعتراضات، معترضان خواستار برگزاری انتخابات عادلانه در روسیه بودند..

## اعتراضات در سال ۲۰۱۱
در ۵ دسامبر ۲۰۱۱ هم‌زمان با اظهار نظر ناظران بین‌المللی انتخابات پارلمانی روسیه دربارهٔ نقض فاحش مقررات در جریان رای‌گیری، چندین هزار نفر در خیابان‌های مسکو شعار «مرگ بر پوتین» سر دادند. در این روز زد و خوردهایی گزارش شد و پلیس روسیه گفت بیش از ۳۰۰ تظاهرکننده را بازداشت کرد. سازمان امنیت و همکاری اروپا اعلام کرد که در رای‌گیری به نفع حزب «روسیه متحد» عمل شده بود.. ریاست این حزب را ولادیمیر پوتین نخست وزیر روسیه به عهده دارد.
دیمیتری مدودف (رئیس جمهوری روسیه) پافشاری کرد که انتخابات عادلانه و دموکراتیک بوده‌است اما جی کارنی یک سخنگوی کاخ سفید «نگرانی جدی» آمریکا را نسبت به رای‌گیری روسیه ابراز داشت. هرچند در آن انتخابات، حزب روسیه متحد پیروز شد اما محبوبیت آن به شدت افت کرد. مقام‌های انتخاباتی گفتند که این حزب کمتر از ۵۰ درصد آرا را کسب کرد درحالی که سهم آرای آن در سال ۲۰۰۷، ۶۴ درصد بود.
روز ۷ دسامبر ۲۰۱۱، رسانه‌ها و وبسایت‌های متعلق به برخی احزاب و گروه‌های مخالف دولت روسیه اعلام کردند که در نظر دارند در اعتراض به اعلام پیروزی حزب حاکم روسیه متحد در انتخابات پارلمانی این هفته آن کشور، بار دیگر تظاهراتی را در نقاط مختلف این کشور برگزار کنند. تظاهرات اصلی در ۷ دسامبر ۲۰۱۱ در محلی نزدیک کاخ کرملین بود. تصمیم این گروه‌ها به برگزاری تظاهرات اعتراضی در حالی اتخاذ شد که پلیس در مسکو چند صد تن از تظاهرکنندگان مخالف دولت را بازداشت کرده بود. معترضان به نتیجه انتخابات پارلمانی روسیه تشکیلات نظارتی دولت و حزب حاکم را به نقض مقررات در جریان مبارزات انتخاباتی و دخالت و تقلب در انتخابات متهم کرده و گفته‌اند که بدون این تمهیدات حزب روسیه متحد اکثریت خود را در پارلمان از دست می‌داد.
مقامات دولتی این اتهام را رد کرده‌اند و پوتین نیز، کاهش محبوبیت حزب حاکم را واقعه‌ای طبیعی در نظام دموکراتیک خوانده است. در همان حال، ناظران بین‌المللی انتخابات روسیه نیز از نحوه برگزاری این انتخابات انتقاد کرده و آن را با معیارهای رایج منطبق ندانسته‌اند. از جمله ناظران سازمان امنیت و همکاری اروپا، که معمولاً برای نظارت بر انتخابات در کشورهای مختلف حضور می‌یابند، گفتند که تشکیلات انتخاباتی از حزب حاکم حمایت یکجانبه به عمل می‌آورد و مقررات انتخاباتی نیز در موارد متعدد نقض شده بود..
مقامات پلیس روسیه نیز هشدار دادند که برگزاری تظاهرات بدون مجوز باعث اخلال در نظم می‌شود و اجازه تکرار چنین تظاهراتی را نخواهند داد. همچنین، تظاهرات مخالفان دولت در شهر سن پترزبورگ با تهاجم مأموران پلیس مواجه شد که حدود دویست تن از تظاهرکنندگان را بازداشت کردند. معترضان و مخالفان بیش از تشکیلات حزبی، پوتین را مسئول شرایط کنونی می‌دانستند و در تظاهرات‌های ماه دسامبر اکثر شعارها حاوی انتقاد شدید از او بوده‌است.
جنبش موسوم به روبان سفید در تظاهرات دسامبر ۲۰۱۱ توانست بیش از ۵۰ هزار نفر را در مسکو و شهرهای دیگر به خیابان‌ها بیاورد. در ۱۰ دسامبر ۲۰۱۱ ده‌ها هزار نفر در روسیه در بزرگترین تظاهرات سیاسی در طول یک دهه اخیر شرکت کرده و خواهان برگزاری مجدد انتخابات پارلمانی شده و در حالی که پرچم و پلاکارد در دست داشتند، در میدانی در جنوب کاخ کرملین جمع شدند. مقام‌های مسکو مجوز راهپیمایی سی هزار نفر را در میدان انقلاب صادر کرده‌اند و در دیگر شهرهای روسیه نیز اعتراضات کوچکتری برپا گردید. ۵۰ هزار پلیس و نیروی ضد شورش در خیابان‌های مسکو مستقر شدند. در جریان این اعتراضات در مخالفت با ولادیمیر پوتین صورت گرفت، صدها نفر دستگیر شدند. محل این اعتراض‌ها عمدتاً مسکو و سن پترزبورگ بود. مخالفان باور داشتند۳۰ هزار نفر در تظاهرات ۱۰ دسامبر ۲۰۱۱ در مسکو شرکت کردند. تقلب در انتخابات پارلمانی روسیه، با تصاویر تهیه شده با تلفن‌های موبایل و نیز یادداشت‌هایی که بر روی شبکه‌های اجتماعی در اینترنت قرار گرفت پررنگ شد.

### ولادیمیر پوتین
ولادیمیر پوتین، نخست وزیر روسیه، آمریکا را متهم کرد که عامل بروز نا آرامی‌ها و اعتراضات پس از انتخابات پارلمانی روسیه در آن کشور بوده‌است. او معترضان را متهم کرد که «مطابق با سناریویی معلوم و شناخته شده و در چارچوب منافع سیاسی مزدورانه خود» عمل کرده‌اند. وی همچنین هشدار داد که با کسانی که برای اعمال نفوذ در صحنه سیاسی روسیه خود را در خدمت دولت‌های خارجی قرار می‌دهند، برخورد خواهد شد این درحالی است که احزاب مخالف گفته‌اند بدون تخلف و تقلب گسترده انتخاباتی، این حزب در انتخابات هرگز پیروز نمی‌شد.آن ها بر این باور بودند که نتیجه انتخابات پارلمانی که به پیروزی حزب روسیه متحد به ریاست ولادیمیر پوتین منجر شد، از قبل تعیین شده بود.

### شورای حقوق بشر روسیه
شورای حقوق بشر ریاست جمهوری روسیه به دمیتری مدودف، رئیس جمهور این کشور توصیه کرد که اگر ادعای تقلب گسترده در انتخابات پارلمانی ثابت شد و نتیجه واقعی انتخابات قابل احصاء نبود، انتخابات را تجدید کند. این شورا که اختیار صدور دستور تجدید انتخابات را ندارد، اعلام کرد که گزارش‌های مبتنی بر تقلب در انتخابات نگران‌کننده است و کسانی که مرتکب چنین تقلبی شده‌اند باید مورد پیگرد قانونی قرار بگیرند. بر اساس نتایج، حزب روسیه متحد، ۴۹ درصد آرا را به دست آورد و حزب کمونیست با ۱۹ درصد، در رده دوم قرار گرفت.

## اعتراضات در سال ۲۰۱۲

### فوریه
ده‌ها هزار نفر از مردم روسیه با وجود سرمای شدید در مسکو در ۴ فوریه ۲۰۱۲ در دو تجمع سیاسی که یکی خواستار برکناری پوتین و دیگری موافق آن است، شرکت کردند. طبق تخمین پلیس روسیه تخمین حدود ۲۳ هزار معترض مخالف دولت، با روبان‌های سفید، در میدان مشرف به کرملین جمع شدند. رسانه‌های مسکو شکایت‌هایی را از کارمندان دولت، آموزگاران، پرستاران، و کارکنان پست گزارش دادند که حاکی بود به آن‌ها دستور داده شده در تجمع طرفداری از دولت حاضر شوند.
ده‌ها هزار نفر از معترضان روسیه در ۸ فوریه ۲۰۱۲ در هوای سرد و یخبندان در اعتراض به سیاست‌های موجود در روسیه در مسکو تجمع کردند. موج سرمای قطب شمال که در کشورهای اروپای شرقی صدها کشته بر جای گذاشته است، از حضور هزاران تنی که خواهان تغییر در روسیه بودند، جلوگیری نکرد. ناتالیا زورکایا، تحلیلگر سیاسی، معتقد بود که حضور بالای افراد تحصیل کرده در خیابان‌ها نشان دهنده افزایش آگاهی عمومی از لزوم اصلاحات سیاسی است.
صدها شهروند روسیه در ۱۸ فوریه ۲۰۱۲ در اعتراض به ولادیمیر پوتین، با وسایل نقلیه خود در خیابان‌های مسکو دست به تظاهرات زدند. این اعتراض‌ها در آستانه انتخابات ریاست جمهوری ۴ مارس ۲۰۱۲ انجام گرفت. صدها اتومبیل آراسته به بادکنک و روبان‌های سفید که تبدیل به نمادی از بزرگترین جنبش اعتراضی علیه ۱۲ سال حکومت پوتین شده بود.، سپر به سپر در خیابان‌های مسکو توقف کرده و حرکتی اعتراض‌آمیز از خود نشان دادند. معترضانی که روز ۱۸ فوریه ۲۰۱۲ عکس‌های خود از گردهمایی اعتراضی را در توئیتر به اشتراک گذشته‌اند، از مسدود شدن خیابان‌ها و جاده‌های منتهی به اطراف کاخ کرملین گلایه کرده بودند.  اعتراض مشابهی نیز روز ۲۹ ژانویه ۲۰۱۲ برگزار شده بود که طبق گفته برگزار کنندگان،بیش از سه هزار موتورسوار در آن شرکت کردند.

### مارس
در انتخابات مارس ۲۰۱۲، ولادیمیر پوتین برای سومین بار به دنبال ورود به کاخ ریاست جمهوری بود و گنادی زیوگانوف، رقیب اصلی پوتین در این انتخابات، به‌شمار می رفت. سایر نامزدهای انتخابات ریاست جمهوری روسیه، ولادیمیر ژیرینوفسکی، ملی‌گرای افراطی، میخاییل پروخوروف، یکی از ثروتمندان روسیه و سرگئی میرونوف، سخنگوی سابق مجلس علیای روسیه از چپ میانه، بودند. فعالیت حوزه‌های رأی‌گیری در سراسر روسیه از صبح روز 4 مارس ۲۰۱۲، برای برگزاری انتخابات ریاست جمهوری این کشور در جریان بود. مسئولان انتخابات در روسیه باور داشتند که استقبال رأی‌دهندگان در انتخابات ریاست جمهوری این کشور، به مراتب بیشتر از انتخابات پارلمانی در سال های گذشته است.
مسئولان انتخابات در روسیه، 5 مارس ۲۰۱۲ در کنفرانس مطبوعاتی اعلام کردند که بیشتر آرای انتخابات ریاست جمهوری روسیه شمرده شده و ولادیمیر پوتین توانسته است ۶۳٫۷۵ درصد آراء را به خود اختصاص دهد.  گالوس، از نهادهای نظارتی مستقل انتخاباتی اعلام کرد که پوتین فقط کمی بیش از ۵۰ درصد آراء را به دست آورده‌است که به مراتب کمتر از آمار رسمی اعلام شده از سوی مسئولان رسمی انتخابات روسیه است. او همچنین اعلام کرد که گزارش‌های متعددی از تخلفات انتخاباتی دریافت کرد که بر اساس آنها، برخی افراد چندین بار در رأی‌گیری شرکت کرده‌اند.
گروه‌های مخالف پوتین مدعی تقلبی گسترده بودند و رهبران مخالفان از مردم خواستند پس از اعلام نتایج در تظاهراتی شرکت کنند. معترضان به نتیجه انتخابات از تقلب گسترده در جریان رای‌گیری سخن گفته و خواستار برگزاری مجدد انتخابات شدند. در ادامه انتقاد به روند برگزاری انتخابات در روسیه، سایت روزنامه مسکو تایمز و برخی منابع خبری مخالفان تصاویری از افرادی به همراه اتوبوس منتشر کردند که مدعی بودند در مراکز متعددی اقدام به رأی دادن کرده‌اند. از مدت‌ها پیش مخالفان بر این باور بودند که نیروهای دولتی گروه‌هایی را با اتوبوس به اماکن مختلف رای‌گیری می‌فرستد و مسئولان این ستادها نیز این موارد را نادیده گرفته و بدون مهمور کردن کارت‌های شناسایی آن‌ها اجازه رأی دادن می‌دادند و همچنین باور داشتند در انتخابات پارلمانی ماه دسامبر ۲۰۱۱ نیز از چنین روشی استفاده شده بود. همچنین یک ناظر انتخابات به رادیو کمرسانت مسکو اعلام کرد که که شاهد گروهی از افراد بوده‌است که با اتوبوس و برای رأی دادن به این مرکز آورده شده بودند. همچنین، پلیس چند نفر را که در تلاش برای رأی دادن با کارت شناسایی دیگران بودند، بازداشت کرد.
آلکسی ناوالنی، از رهبران حرکت اعتراضی علیه اعلام پیروزی ولادیمیر پوتین در انتخابات ریاست جمهوری روسیه، در ۶ مارس ۲۰۱۲ اعلام کرد که با وجود دستگیری صدها تن از شرکت کنندگان در تظاهرات اعتراضی روز ۵ مارس ۲۰۱۲ در مسکو و سن پترزبورگ، معترضان در نظر دارند به تظاهرات خود ادامه دهند. مخالفان پوتین اعلام کردند که در ۱۰ مارس ۲۰۱۲ در مسکو و دیگر شهرهای روسیه دست به تجمعات اعتراضی می‌زنند.

### می
یک روز قبل از مراسم تحلیف ریاست جمهوری در روسیه، تظاهرکنندگان در خیابان‌های مسکو،به اعتراض پرداختند و شعار «ما، قدرت هستیم» سر دادند و پس از درگیری با پلیس، چند تن از فعالان مخالف پوتین از جمله الکسی ناوالنی، سرگئی آدالتسو و بوریس نمتسو به همراه ده‌ها نفر دیگر دستگیر شدند. آنان تقاضای لغو مراسم تحلیف، برگزاری انتخابات مجدد و در اختیار گرفتن یک ساعت برنامه تلویزیونی را داشتند. همچنین، آمریکا و اتحادیه اروپا از دولت روسیه خواستند دربارهٔ ادعاهای نقض مقررات در جریان رای‌گیری تحقیق کند.

### بازداشت معترضان
پلیس روسیه در ۵ مارس ۲۰۱۲، ۵۵۰ نفر از معترضان را پس از تظاهراتی علیه انتخاب ولادیمیر پوتین به عنوان رئیس جمهوری بازداشت کرد که الکسی ناوالنی رهبر معترضان هم در میان آن ها حضور داشت. ۳۰۰ نفر از معترضین در مرکز سن پترزبورگ و ۲۵۰ نفر دیگر در مسکو پایتخت روسیه دستگیر شدند. اکثر معترضین را فعالان جنبش ضددولتی «روسیه دیگر» تشکیل می‌دادند و ادوارد لیمونف رهبر این جنبش و از سران مخالفان چپ گرای حکومت روسیه در میان دستگیرشدگان بود.
در پی ادعای پیروزی ۶۴ درصدی ولادیمیر پوتین در انتخابات روسیه، ده‌ها نفر از مخالفان حکومت روسیه ۵ مارس ۲۰۱۲، در هنگام برگزاری تظاهرات اعتراض‌آمیز علیه انتخابات روسیه در میدان «لوببانکا» در مرکز مسکو دستگیر شدند. همچنین در سن پترزبورگ نیز مخالفان حکومت روسیه علیه نتایج انتخابات ریاست جمهوری تظاهرات کردند. این تظاهرات بدون مجوز در میدان «ایساآکیف» و با حضور حدود ۸۰۰ نفر برگزار شد که مأموران امنیتی با توجه به غیرقانونی بودن آن، ۷۰ نفر را دستگیر کردند.

## نماد

روبان سفید، نماد انتخابات عادلانه که از سوی معترضان روسی استفاده می‌شود.

در جریان این اعتراضات، چندین گروه معترض در اینترنت شکل گرفت که از مردم خواستند برای نشان دادن همبستگی خود با معترضان، روبان سفید ببندند. در جریان این اعتراضات روبان‌های سفید نه تنها در وبلاگها، بلکه روی وسایل نقلیه و لباس روس‌ها دیده می‌شد.